# 다치바나 신노스케
다치바나 신노스케(立花慎之介, 1978년 4월 26일 ~ )는 일본의 성우이다. 소속사는 악셀원. 기후현 출신.

## 인물
- 주로 게임·애니메이션·드라마 CD·BL CD에 출연하고 있다.
- 나루세 마코토와 함께 Lux-age를 결성, 활동중.
- 성우를 하기 전에 4년 정도 판토마임과 일본 무도를 하였다.(深水流)
- 후쿠야마 쥰, 스가누마 히사요시, 히노 사토시, 오노 다이스케, 마지마 쥰지, 콘도 타카유키와 동갑. 78년생 말띠 성우 유닛 DABA를 결성·활동중이다. (단 이들 모두 가명으로 활동하고 있으며 DABA의 정식 표기는 D를 좌우로 반전시켜 사용한다.)
- DABA 멤버인 히노 사토시와 함께 퍼스널리티를 맡고 있는 쿠니토리 라디오에서 파생된 유닛 ELEKITER ROUND φ(zero)(줄여서 ER φ)를 결성, 활동 중.
- 성(城)을 좋아하며, 구마모토성의 복원을 위한 기부금 운동에 참가하여 천수각에 이름이 쓰여있다.(《망념의 잠드 잔바니호 방송국》 10회 방송)
- 따고 싶은 자격증으로는 나마하게 전통사 자격증.(《망념의 잠드 잔바니호 방송국》 10회 방송)
- 컴퓨터를 잘 다뤄 본인의 홈페이지를 직접 디자인·운영하고 있으며, 프로젝트 다바의 홈페이지도 본인이 제작하였다.
- 좋아하는 여성의 신체부위는 기모노를 입은 여성의 목.
- 사진촬영에서 좀더 좋은 사진이 찍히기 위해 몸매관리에 신경을 써서 탄수화물의 섭취를 자제하고 있다고 한다.
- 애완동물로 노르웨이 숲 고양이를 키우고 있으며, 이름은 리리(이름이 암컷같지만 실은 수컷.)

## 출연작

### TV 애니메이션
2003년
- E'S OTHERWISE (쿄우)
- 사이코 로봇 콘보크 (불도저)
- D.C 다카포 (학생)
- D.N.ANGEL (급우)

2004년
- 케로로 중사 (야지우마)
- 모래돌이(개구리 일가)
- 창공의 파프너 (인류군 사병)
- 하나쿄우 메이드 대 La Verite (보행자)
- 후타코이 (남자 c)
- 미도리의 나날 (친구 B, 손님)

2005년
- 응석부리지마!! (사콘, 남학생, 하야부사 20)
- 코믹파티 레볼루션 (메이사이 리더)
- 이것이 나의 주인님 (친위대 A, 관객, 경비원 A)
- D.S.S.S. ~다카포 세컨드 시즌~(우메이)
- 남쪽섬의 작은 비행기 버디 (로버트)
- 라무네 (남학생 A)

2006년
- 응석부리지마!! 갈!!(사콘)
- 키바 (헤릭크,아렉크)
- 금색의 코르다 ~primo passo~ (남자 B)
- 고스트 헌터 (남자, 11화)
- 지옥소녀 2기(궁지의 애인, 3화)
- 토나그라! (남학생, 팬클럽 회원 A)
- 쓰르라미 울 적에 (마을 사람, 남자 B)
- 신비한 별의 쌍둥이 공주님 꼬옥! (토마)
- 마모루 군에게 여신의 축복을 (와타나베)
- 따끈따끈 베이커리(관객)
- 러브겟츄 ~미라클 성우백서~ (야마시타 신스케)

2007년
- 학원 유토피아 마나비 스트레이트! (아메미야 타케후미)
- 채운국 이야기 2기 (젊은 무관, 18화, 31화, 고한승)
- 세인트 비스트 ~광음서사시 천사담~ (중급 천사 사키)
- 세토의 신부 (밥)
- 노다메 칸타빌레 (카타야마 토모하루)
- 마이셀프 ; 유어셀프 (히다카 사나)
- 로미오x줄리엣 (벤 볼리오)

2008년
- 흑집사 (소마 아스만 카달)
- 클라나드 (남자 손님)
- 세키레이 (사하시 미나토)
- 토라도라! (남자 스토커)

2009년
- 이나즈마 일레븐 (타치무카이 유우키)
- 케이온! (점원)
- 강각의 레기오스 (소호)
- 배트맨:브레이브&볼드(아톰)

2010년
- 이나즈마 일레븐 (타치무카이 유우키, 루카, 라파엘・제넬라니)
- 배신자는 내 이름을 알고 있다 (우즈키, 루제)
- 흑집사 2기 (소마 아스만 카달)
- 쥬얼펫 트윙클☆(진나이 유우마, 유우마의 아버지)
- 심령탐정 야쿠모 (나카하라 타츠야)
- 세키레이~Pure Engagement~ (사하시 미나토)
- 주군과 함께 1분간 극장 (나오에 가네츠구)

2011년
- 오빠 따위 전혀 좋아하지 않는다니까!! (키시카와 케이치로)
- 세계 제일의 첫사랑 (요시노 치아키)
- 꿈을 먹는 메리 (아키야나기 타카테루)

2012년
- 오늘부터 신령님 (토모에)

2013년
- 내 뇌 속의 선택지가 학원 러브 코미디를 전력으로 방해하고 있다 (엉터리) 신
- DD 북두의 권 (켄시로)
- 하이큐!! (야쿠 모리스케)

2014년
- 메카쿠시티 액터즈 (카노 슈우야)

2015년
- Go! 프린세스 프리큐어 (카나타 왕자)
- 오늘부터 신령님 (토모에)

2016년
- D.Gray-man (하워드 링크)
- 석고 보이즈 (메디치)

2020년
- 마왕학원의 부적합자 (리오르그 인두)

## 극장판
- 극장판 하이큐!! 쓰레기장의 결전 (야쿠 모리스케)
- 죠죠의 기묘한 모험 팬텀 브래드

## 드라마 CD
- Drama CD Real Rode ～Noble Black Disc～（신）
- 카테고리:수집광（나가누마 히사시）
- 세계제일의 첫사랑 ~ 요시노 치아키의 경우 (요시노 치아키)
- Tight-rope (사토야 나오키)
- 愛なら売るほど(후지노 이즈미)
- 신선조 비익록 물망초 (하라다 신노스케)

## WEB 애니메이션
- 망념의 잠드 (테라오카 후루이치)

## WEB 라디오
- Dolce compagni (타치바나 신노스케,마에노 토모아키)
- 日野聡vs立花慎之介 平成ニッポン国取り合戦ラジオ!! (타치바나 신노스케, 히노 사토시)
- 전국ROCK (요시노 히로유키, 타치바나 신노스케) - 종영

## 게임
2008년
- 메시아 파라노이아 패러독스 (타쿠토) :미카도(皇帝)명의

2009년
- 제비꽃 봉오리(すみれの蕾) (야나기 토우와) : 미카도(皇帝)명의
- 가넷 크레이들 (사리야)
- 아르코 발레노 (나스 하루토)

2010년
- 도키메키 메모리얼 Girl’s Side 3rd Story (시타라 세이지)

2011년
- 완드오브포츈2 ~시공에 가라앉는 묵시록~ (솔로몬)

2016년
- 꿈왕국과100명의 왕자님

2018년
- 하얀고양이 프로젝트

(딜런 아레스)
- 스도리카 선셋

(샤를 세리스, 네드 가르시아 알즈나르)